# Stende
Stende (németül: Stenden) kisváros Lettországban.

## Fekvése
Stende Kurzeme tájegységben az azonos nevű folyó partján, a Riga–Ventspils-vasútvonal mentén található.

## Története
Stende a Riga–Ventspils-vasútvonal építésen dolgozó munkások szálláshelyéből alakult ki 1901 és 1904 között. 1915-ben az első világháború során a települést megszállták a németek, és egy keskenynyomtávú vasútvonalat építettek a Rigai-öböl partján fekvő Rojából Stendébe, ahol az találkozott a vasúti fővonallal.
A település 1991-ben kapott városi jogokat. A 2009-es közigazgatási reformig Lettország Talsi járásához tartozott.